# بخش تامبوفسکی، استان آمور
بخش تامبوفسکی (به لاتین: Tambovsky District) یک منطقهٔ مسکونی در روسیه است که در استان آمور واقع شده‌است.